# Kanton Corbeil-Essonnes
Kanton Corbeil-Essonnes is een kanton van het Franse departement Essonne. Kanton Corbeil-Essonnes maakt deel uit van het arrondissement Évry en telt 64.593 inwoners in 2018. Het werd gevormd bij decreet van 24 februari 2014 met uitwerking op 22 maart 2015.

## Gemeenten
Het kanton Corbeil-Essonnes omvat de volgende gemeenten:
- Corbeil-Essonnes
- Écharcon
- Lisses
- Villabé